# Bernhard Åström
Bernhard Åström, född 1884 i Sibbo, död 1959 i Sjundeå, var en finländsk veterinär och amatörfotograf. 

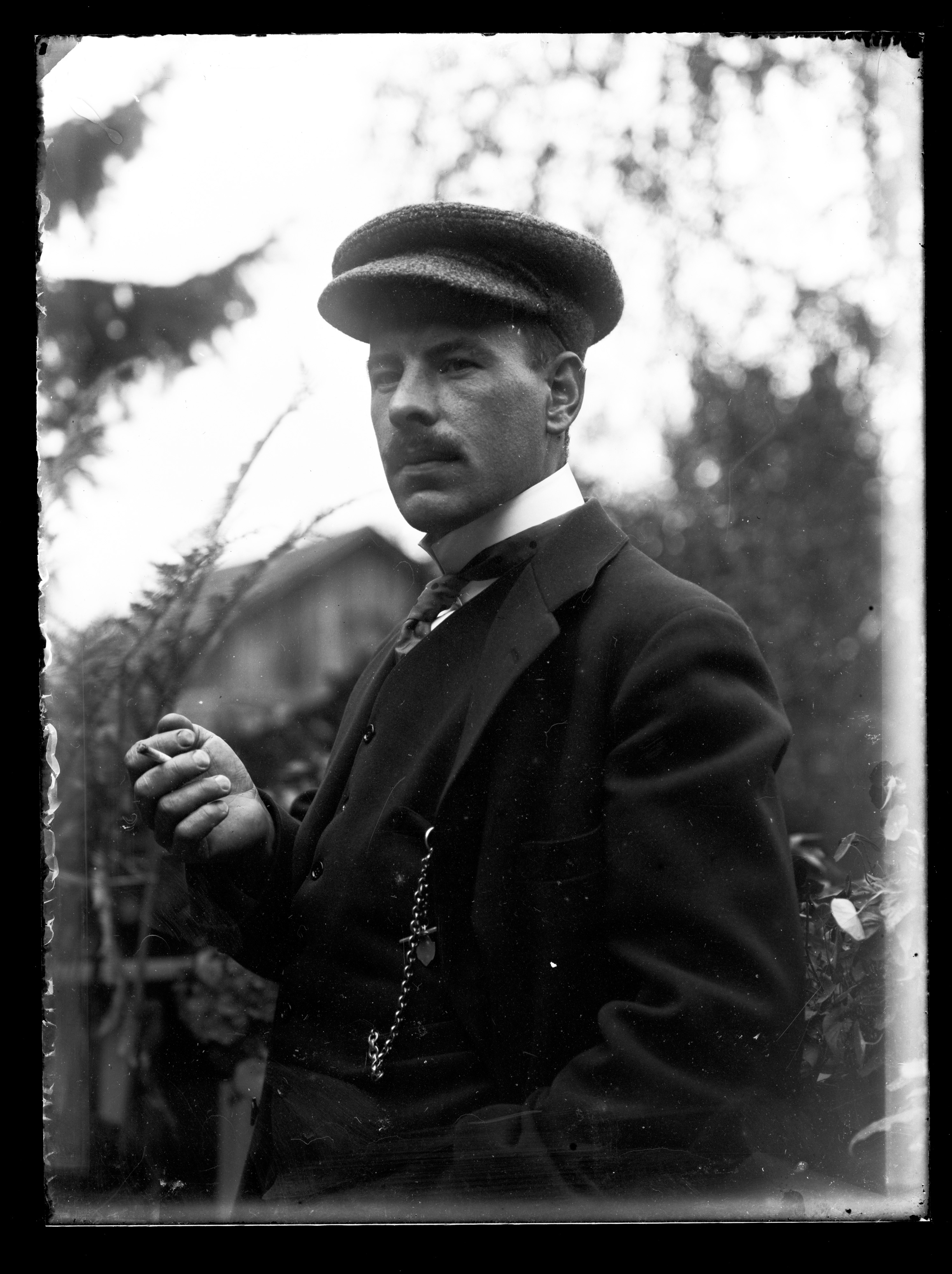
Bernhard Åström 1911

Bernhard Åström fotograferade miljöer, människor och djur under 1900-talets första årtionde till 1930-talet (även senare) i västra Nyland, där han var bosatt. Han tog också bilder under fiske- och jaktresor bl.a. i Ålands skärgård, under veterinärexkursioner i Sverige och Danmark och under bilresor i hemlandet (bl.a. till Petsamo). Han dokumenterade flitigt familjelivet och vännerna (vardag, fester, bad- och friluftsliv) samt herrgårdskulturen, särskilt på Pickala gård i Sjundeå. Av Åströms efterlämnade fotografier är en betydande del tagna under skyddskårsmanövrer i västra Nyland. Bernhard Åströms bildsamling bestående av ca 2 500 glas- och nitratnegativ (SLS 1555) finns i Svenska litteratursällskapets (SLS) arkiv, Helsingfors. 

## Biografi
Bernhard Åström växte upp på gården Tallmo i Sibbo. Fadern var agronom och i familjen fanns fem barn. Efter studentexamen 1902 utbildade han sig vid veterinärhögskolan i Hannover i Tyskland. Efter sin utbildning återvände han till Finland och bosatte sig i Kyrkslätt som kommunalveterinär.
Bernhard Åström gifte sig 1912 med Wally (Walborg) Lindeberg från Pickala gård i Sjundeå. Bernhard och Wally Åström fick tre barn: Börje, Olof och Gunnel Åström (g. Gottberg). Familjen bodde fram till 1937 i Masaby i Kyrkslätt. Veterinärbostaden blev kvar på Porkalaområdet och brann ner 1944. Från Kyrkslätt flyttade familjen till gården Nordanå i Sjundeå men tvingades lämna sitt hem vid vapenstilleståndet i september 1944. Efter evakueringen flyttade Bernhard Åström till Karis där han verkade som distriktsveterinär. Senare återvände Åström till Nordanå och veterinärpraktiken. Efter pensioneringen hade han privatpraktik. Han fortsatte att arbeta som veterinär hela sitt liv.

### Vinter- och fortsättningskriget
Under inbördeskriget 1918 hörde Bernhard Åström till Sigurdskåren i Kyrkslätt. Han blev tillfångatagen av de röda och frisläpptes efter några månader. Under Bernhard Åströms fångenskap hölls Wally Åström med sina söner gömd på Svinö i Sjundeå skärgård. Efter inbördeskriget gick Bernhard Åström på grund av sitt hästintresse med i ulanerna, vilka utgjorde den beridna delen av skyddskåren. Under vinterkriget blev han, på grund av sitt engagemang i skyddskåren, veterinäröverste i Ruukki i Österbotten. Bernhard Åström grundade här ett krigssjukhus för hästar och verkade som dess chef 1939–1940. Under fortsättningskriget organiserade han också verksamheten vid ett nytt hästsjukhus i Aulanko invid Tavastehus.

## Amatörfotografen Åström
Bernhard Åströms intresse för fotografering sammanföll med fototeknikens genombrott vid sekelskiftet 1900. Hans tidigaste fotografier härstammar från sekelskiftet då de första amatörkamerorna introducerades. I början på 1880-talet hade den fabrikstillverkade torrplåten kommit ut på marknaden. Detta innebar att man inte längre behövde ha hela framkallningsutrustningen med sig ute på fältet. Lätta kameror och ljuskänslig film gjorde dokumenteringen av rörelse enklare. Åström var inte sen att utnyttja den moderna tekniken. Till hans experiment hörde såväl ögonblicksbilder som fotografier tagna med lång exponeringstid. Han utnyttjade även äldre tekniker, t.ex. stereofotografering. Åström använde här en kamera med två parallella objektiv. Med hjälp av ett stereoskop erbjöds åskådaren möjlighet att se bildmotivet i ett tredimensionellt perspektiv. Åström blev sannolikt inspirerad av fotografipionjären Daniel Nyblin i sin strävan att dokumentera livet så verklighetstroget som möjligt. Bernhard Åström hörde till de amatörfotografer som tillsammans med sina professionella kolleger samlades kring Nyblins idéer i Fotografiamatörklubben i Helsingfors (sedermera Amatörfotografklubben i Helsingfors) för att utbyta erfarenheter, delta i fotoexpeditioner, tävlingar och utställningar. Åström blev aktiv i klubben 1907 och var dess hedersmedlem.
Till en början använde sig Bernhard Åström av stora bälgkameror med glasplåtar. Han hörde också till de första i Finland som använde kinofilmskamera, och redan på 1930-talet var en Leica hans favorit. Bernhard Åströms fördomsfria grepp om kameran resulterade i att hans fotografier verkar moderna för sin tid. Han hade alltid kameran med sig och tog ofta ögonblicksbilder. Bland motiven finns allt från porträtt av släktingar och vänner, djur och veterinärsysslor till biltävlingar, flygplan och bad- och skärgårdsliv. På många av Bernhard Åströms fotografier är han själv med. Vid sådana tillfällen använde han en självutlösare till kameran eller så lät han barnen knäppa efter att han själv ställt in bländare, tid och avstånd. 
Till Bernhard Åströms många intressen hörde jakt och fiske, hästar och hundar, biodling, trädgårdsodling, fasanuppfödning och vinbryggning. Han var också en motorcykel- och automobilfantast, hörde till Finlands Automobilklubb och deltog i och arrangerade biltävlingar. Under sin livstid ägde han sammanlagt över 20 bilar. Med sin Peerless gjorde han 1930 en resa till det då helt nya turistmålet Petsamo, vilket han också dokumenterade i bilder. Fotograferingen lämnade han aldrig.
Bernhard Åströms bildsamling, bestående av sammanlagt ca 2 500 glas- och nitratnegativ finns i Svenska litteratursällskapets (SLS) arkiv, Helsingfors. Största delen av bildsamlingen är digitaliserad och finns publicerad på den finska sökportalen Finna

## Bilder

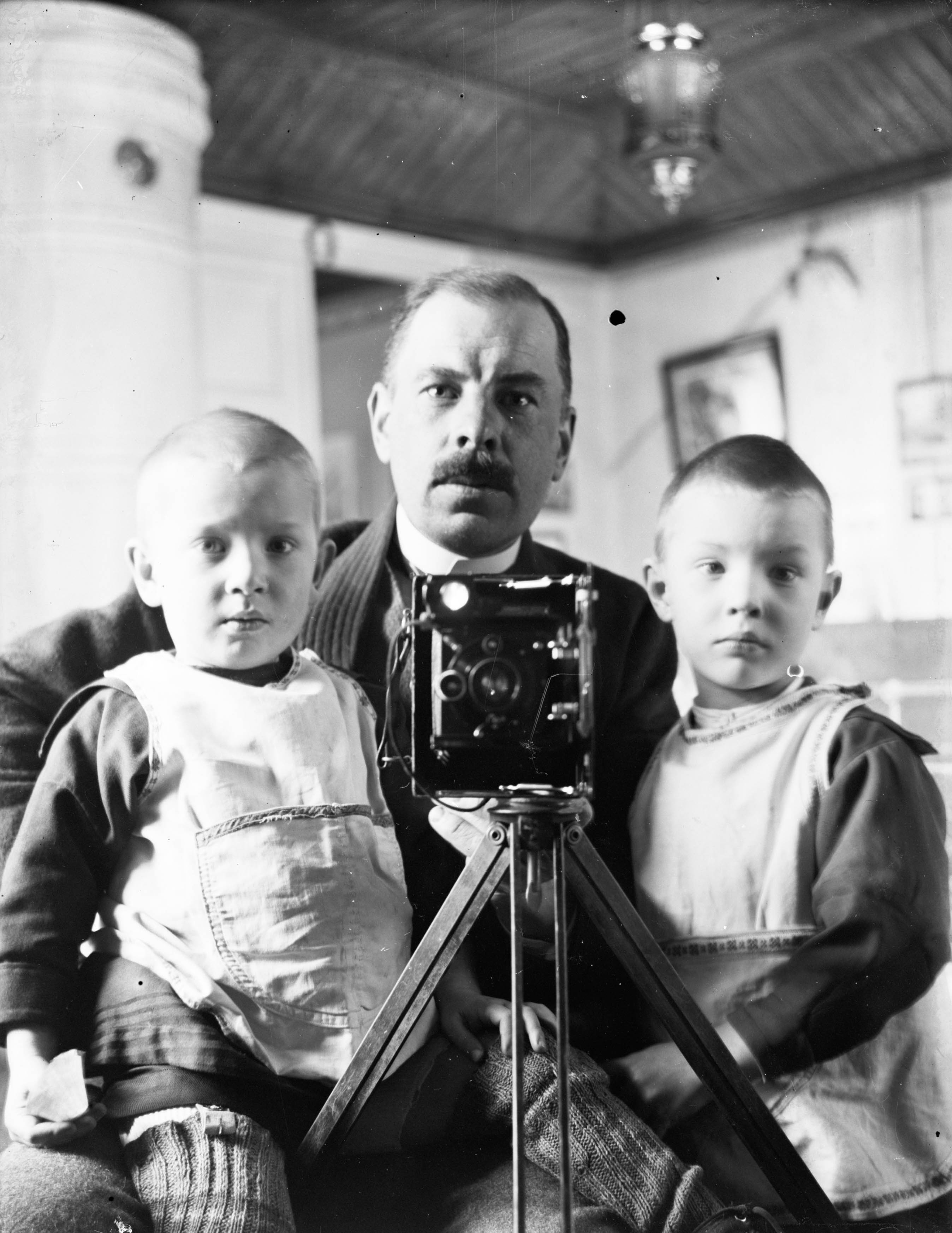
Självporträtt med barn år 1919
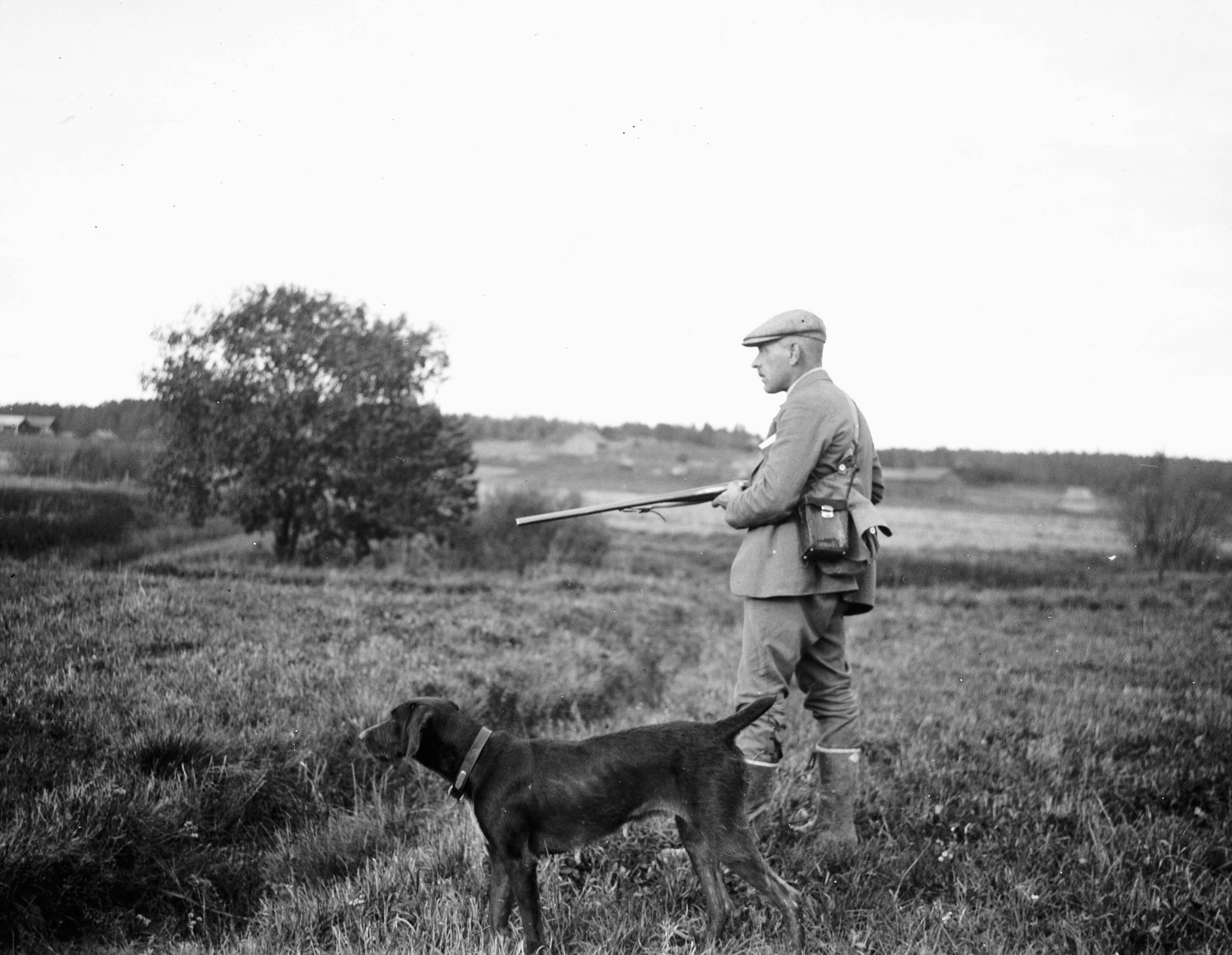
Fågelskytte i Sunnanvik (Bernhard Åström) 1920